# Hiperbolikus függvények

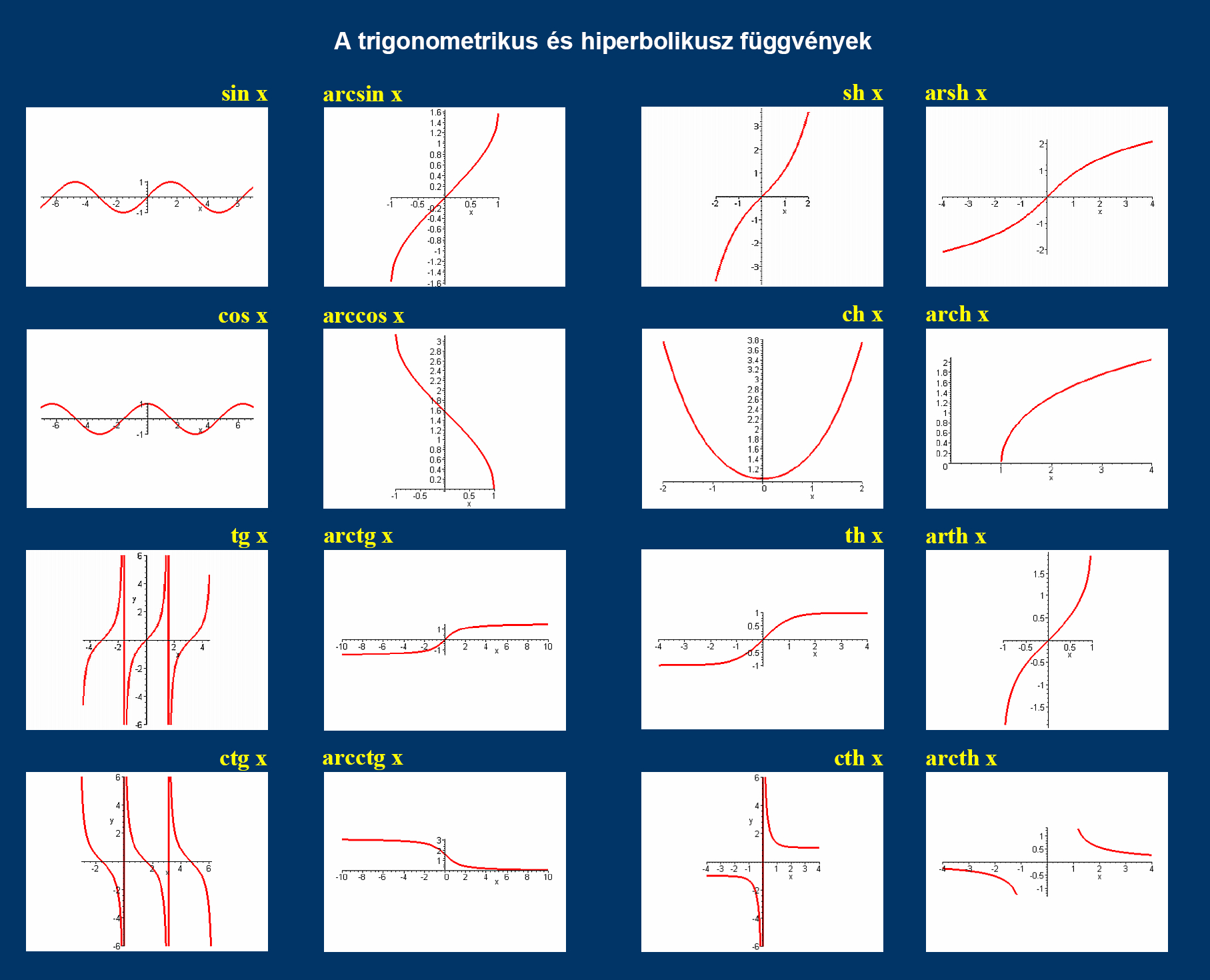
A trigonometrikus és hiperbolikus függvények, illetve ezek inverzei

A hiperbolikus függvények a matematikában a szögfüggvényekhez hasonló függvények.
A két alapvető hiperbolikus függvény a hiperbolikus szinusz (jelölése sh vagy sinh) és a hiperbolikus koszinusz (jelölése ch vagy cosh), melyekből levezethető a hiperbolikus tangens (jelölése th vagy tanh) függvény a szögfüggvényekhez hasonlóan. Ugyanúgy számolható belőlük a hiperbolikus szekáns és a hiperbolikus koszekáns, mint trigonometrikus megfelelőikből a szekáns és a koszekáns. Ezeknek a függvényeknek az inverzei az area hiperbolikus függvények. Ezt az adott függvény neve elé tett area szó jelzi. Mindezek a függvények egyes szerzőknél latin nevükkel szerepelnek, mint sinus hyperbolicus, cosinus hyperbolicus, tangens hyperbolicus, cotangens hyperbolicus, secans hyperbolicus, cosecans hyperbolicus; illetve az area függvények: area sinus hyperbolicus, area cosinus hyperbolicus, area tangens hyperbolicus, area cotangens hyperbolicus, area secans hyperbolicus, area cosecans hyperbolicus.
Ahogy a (cos t, sin t) pontok egy kört határoznak meg, az az {\displaystyle x^{2}+y^{2}=1} egységkört, úgy a (ch t, sh t) pontok egy hiperbola jobb oldali félgörbéjét írják le, mely az {\displaystyle x^{2}-y^{2}=1} egységhiperbolához tartozik. A kapcsolat a komplex számsíkon még nyilvánvalóbb, mivel {\displaystyle (iy)^{2}=-y^{2}}. Így például {\displaystyle \cos(ix)=\operatorname {ch} x}. A komplex hiperbolikus szinusz és hiperbolikus koszinusz az egész komplex számsíkon folytonosan definiált, sőt holomorf függvények. A többi hiperbolikus függvénynek pólusai vannak a képzetes tengelyen.
A hiperbolikus függvények azért is fontosak, mert több lineáris differenciálegyenlet megoldását fel lehet írni a használatukkal. Ilyen például derékszögű koordináta-rendszerben a súlya alatt lelógó kábel egyenlete.
Alkalmazhatóak ezen kívül a Laplace-egyenlet megoldásánál, amely a fizika több területén – az elektromágnesség elméletében, hőátadásban, folyadékok dinamikájában és a speciális relativitáselméletben – is fontos.

## Definíciók

Az origóból kiinduló sugár az hiperbolát az pontban metszi, ahol a sugár, az -tengelyre vett tükörképe és a hiperbola által közrezárt terület

Az egységhiperbola egyenlete {\displaystyle x^{2}-y^{2}=1}, így a két alapvető hiperbolikus függvény, a hiperbolikus koszinusz és a hiperbolikus szinusz:
{\displaystyle x=\operatorname {ch} (t),y=\operatorname {sh} (t)}
Hasonló kapcsolatban állnak, mint a trigonometrikus függvények az egységkörrel:
{\displaystyle x=\cos(t),y=\sin(t):x^{2}+y^{2}=1}
Itt {\displaystyle \operatorname {sh} (A)}  az egyenes és a hiperbola metszéspontjának {\displaystyle y} koordinátája, és {\displaystyle \operatorname {ch} (A)} az egyenes és a hiperbola metszéspontjának {\displaystyle x} koordinátája. A {\displaystyle \operatorname {th} (A)} értéke az {\displaystyle y} koordináta az {\displaystyle x=1} helyen, azaz az egyenes meredeksége.
Ha a területet integrálással számítjuk ki, akkor az exponenciális ábrázoláshoz jutunk, ami használható ekvivalens definícióként:
{\displaystyle \operatorname {sh} (z):={\frac {e^{z}-e^{-z}}{2}}}
{\displaystyle \operatorname {ch} (z):={\frac {e^{z}+e^{-z}}{2}}}
Ez alapján a hatványsorok:
{\displaystyle {\begin{aligned}\operatorname {sh} (z)&=z+{\frac {z^{3}}{3!}}+{\frac {z^{5}}{5!}}+{\frac {z^{7}}{7!}}+\dots =\sum _{n=0}^{\infty }{\frac {z^{2n+1}}{(2n+1)!}}\\\operatorname {ch} (z)&=1+{\frac {z^{2}}{2!}}+{\frac {z^{4}}{4!}}+{\frac {z^{6}}{6!}}+\dots =\sum _{n=0}^{\infty }{\frac {z^{2n}}{(2n)!}}\,,\end{aligned}}}
Itt {\displaystyle n!} az {\displaystyle n} szám faktoriálisa, vagyis az első {\displaystyle n} pozitív egész szám szorzata. Szemben a {\displaystyle \cos } és a {\displaystyle \sin } hatványsorával, itt nincsenek negatív együtthatók.

## Tulajdonságok

### sh és ch
- Minden valós számra {\displaystyle \operatorname {sh} x} és {\displaystyle \operatorname {ch} x} valós.
- A valós {\displaystyle \operatorname {sh} x} függvény értékkészlete az összes valós szám; a valós {\displaystyle \operatorname {ch} x} értékkészletébe az egynél nem kisebb valós számok tartoznak.
- A valós {\displaystyle \operatorname {sh} x} függvény szigorúan monoton nő, és a nulla helyen inflexiós pontja van, ahol nullhelye is van.
- A valós {\displaystyle \operatorname {ch} x} szigorúan monoton csökken az {\displaystyle (-\infty ,0]} intervallumon, és szigorúan monoton nő az {\displaystyle [0,\infty )} intervallumon. Globális minimumát az {\displaystyle x=0} helyen éri el.
- A valós {\displaystyle \operatorname {sh} x} függvény aszimptotikus függvényei {\displaystyle a_{1}(x)={\frac {1}{2}}e^{x},\quad x\to \infty } és {\displaystyle a_{2}(x)=-{\frac {1}{2}}e^{-x},\quad x\to -\infty }. A valós {\displaystyle \operatorname {ch} x} függvény aszimptotikus függvényei {\displaystyle a_{1}(x)={\frac {1}{2}}e^{x},\quad x\to \infty } és {\displaystyle a_{2}(x)={\frac {1}{2}}e^{-x},\quad x\to -\infty }.
- Mivel {\displaystyle \operatorname {sh} ,\operatorname {ch} \colon \mathbb {R} \mapsto \mathbb {R} }, azért a komplex hiperbolikus függvénytulajdonságok a valós függvényekre is teljesülnek:

- Az {\displaystyle \operatorname {sh} x} függvény páratlan, az {\displaystyle \operatorname {ch} x} függvény páros.
- A függvények periodikusak, periódusuk {\displaystyle 2\pi i}. Ez a valós függvényeken nem látszik, mivel a periódus tisztán képzetes; tehát a valós függvények nem periodikusak.
- A következő szakaszok további összefüggéseket mutatnak be.

### th és cth
- Minden valós számra {\displaystyle \operatorname {th} x} és minden nullától különböző valós számra {\displaystyle \operatorname {cth} x} valós. A {\displaystyle \operatorname {cth} x} függvény nem értelmezett nullában, ahol pólusa van.
- A valós  {\displaystyle \operatorname {th} x} értékkészlete {\displaystyle -1<f\left(x\right)<1}, a valós {\displaystyle \operatorname {cth} x} függvényé {\displaystyle \{-\infty <f\left(x\right)<-1\}\cup \{1<f\left(x\right)<+\infty \}}.
- A valós {\displaystyle \operatorname {th} x} függvénynek az {\displaystyle x=0} helyen nullhelye van, ami inflexiós pont is.
- A valós {\displaystyle \operatorname {th} x} függvény szigorúan monoton nő; {\displaystyle \operatorname {cth} x}  szigorúan monoton csökken, ha {\displaystyle x<0}, és szigorúan monoton csökken, ha {\displaystyle x>0}
- Nem periodikus, páratlan függvények.
- A valós  {\displaystyle \operatorname {th} x} aszimptotikus függvényei {\displaystyle x\to +\infty \colon f\left(x\right)\to +1} és {\displaystyle x\to -\infty \colon f\left(x\right)\to -1}. A valós {\displaystyle \operatorname {cth} x} függvény aszimptotikus függvényei {\displaystyle x\to +\infty \colon f\left(x\right)\to +1} és {\displaystyle x\to -\infty \colon f\left(x\right)\to -1}

### sech és csch
- Minden valós számra {\displaystyle \operatorname {sech} x} és minden nullától különböző valós számra {\displaystyle \operatorname {csch} x} valós. A {\displaystyle \operatorname {csch} x} függvény nem értelmezett nullában, ahol pólusa van.
- A valós {\displaystyle \operatorname {sech} x} függvény értékkészlete {\displaystyle 0<f(x)\leq 1}; a valós {\displaystyle \operatorname {csch} x} függvényé {\displaystyle -\infty <f(x)<+\infty \,;\,f(x)\neq 0}.
- A valós {\displaystyle \operatorname {sech} x} függvény szigorúan monoton nő, ha {\displaystyle x<0}, és szigorúan monoton csökken, ha {\displaystyle x>0}. A valós {\displaystyle \operatorname {csch} x} függvény szigorúan monoton csökken, ha {\displaystyle x<0}, és szigorúan monoton csökken, ha {\displaystyle x>0}.
- Nem periodikusak. {\displaystyle \operatorname {sech} x} páros, {\displaystyle \operatorname {csch} x} páratlan.
- Mindkét függvénynek aszimptotája {\displaystyle f(x)\to 0}, ha {\displaystyle x\to \pm \infty }.
- A valós {\displaystyle \operatorname {sech} x} függvény maximumát az {\displaystyle x=0} pontban éri el. a valós {\displaystyle \operatorname {csch} x} függvénynek nincsenek szélsőértékei.
- A valós {\displaystyle \operatorname {sech} x} függvény inflexiós pontja az {\displaystyle x=\pm \ln {(1+{\sqrt {2}})}} helyen vannak. A valós {\displaystyle \operatorname {csch} x} függvénynek nincsenek inflexiós pontjai.

## Algebrai összefüggések
A hiperbolikus függvények:
- Hiperbolikus szinusz:

{\displaystyle \operatorname {sh} x={\frac {e^{x}-e^{-x}}{2}}=-i\sin ix\!}
- Hiperbolikus koszinusz:

{\displaystyle \operatorname {ch} x={\frac {e^{x}+e^{-x}}{2}}=\cos ix\!}
- Hiperbolikus tangens:

{\displaystyle \operatorname {th} x={\frac {\operatorname {sh} x}{\operatorname {ch} x}}={\frac {e^{x}-e^{-x}}{e^{x}+e^{-x}}}={\frac {e^{2x}-1}{e^{2x}+1}}=1-{\frac {2}{\mathrm {e} ^{2x}+1}}=-i\operatorname {tg} ix\!}
- Hiperbolikus kotangens:

{\displaystyle \operatorname {cth} x={\frac {\operatorname {ch} x}{\operatorname {sh} x}}={\frac {e^{x}+e^{-x}}{e^{x}-e^{-x}}}={\frac {e^{2x}+1}{e^{2x}-1}}=1+{\frac {2}{\mathrm {e} ^{2x}-1}}=i\operatorname {ctg} ix\!}
- Hiperbolikus szekáns:

{\displaystyle \operatorname {sch} x={\frac {1}{\operatorname {ch} x}}={\frac {2}{e^{x}+e^{-x}}}=\sec ix\!}
- Hiperbolikus koszekáns:

{\displaystyle \operatorname {csch} x={\frac {1}{\operatorname {sh} x}}={\frac {2}{e^{x}-e^{-x}}}=i\,\csc \,ix\!}
ahol {\displaystyle i} az imaginárius egység.

sh, ch és th

csch, sch és cth

A fenti definíciókban a komplex alakok az Euler-formulából adódnak.
{\displaystyle \operatorname {ch} ^{2}x\!\;-\operatorname {sh} ^{2}x=1}
{\displaystyle \operatorname {ch} x\,\;+\operatorname {sh} x\,\,=e^{x}}    (Euler-azonosság)
{\displaystyle \operatorname {ch} x\,\;-\operatorname {sh} x\,\,=e^{-x}}
{\displaystyle \operatorname {ch} ({\operatorname {arsh} }(x))={\sqrt {x^{2}+1}}}
{\displaystyle \operatorname {sh} ({\operatorname {arch} }(x))={\sqrt {x^{2}-1}}} (hiperbolikus egyenlet, a gemotriai definícióból közvetlenül adódik)

### Szimmetria összefüggések
{\displaystyle \operatorname {sh} (-x)=-\operatorname {sh} x\,\!}
{\displaystyle \operatorname {ch} (-x)=\operatorname {ch} x\,\!}
Innen:
{\displaystyle \operatorname {th} (-x)=-\operatorname {th} (x)\,\!}
{\displaystyle \operatorname {cth} (-x)=\operatorname {cth} (x)\,\!}
{\displaystyle \operatorname {sch} (-x)=\operatorname {sch} \,x\,\!}
{\displaystyle \operatorname {csch} (-x)=-\operatorname {csch} \,x\,\!}
Látható, hogy a ch x és sch x páros, a többi páratlan függvény.
{\displaystyle \operatorname {sh} (z)=\operatorname {sh} (z+2\pi i)\quad {\text{ és }}\quad \operatorname {ch} (z)=\operatorname {ch} (z+2\pi i)},
így a többi hiperbolikus függvény is periodikus {\displaystyle 2\pi i} szerint.

### Addíciós tételek
- {\displaystyle \operatorname {sh} (z_{1}\pm z_{2})=\operatorname {sh} (z_{1})\cdot \operatorname {ch} (z_{2})\pm \operatorname {sh} (z_{2})\cdot \operatorname {ch} (z_{1})}
- {\displaystyle \operatorname {ch} (z_{1}\pm z_{2})=\operatorname {ch} (z_{1})\cdot \operatorname {ch} (z_{2})\pm \operatorname {sh} (z_{1})\cdot \operatorname {sh} (z_{2})}
- {\displaystyle \operatorname {th} (z_{1}\pm z_{2})={\frac {\operatorname {th} (z_{1})\pm \operatorname {th} (z_{2})}{1\pm \operatorname {th} (z_{1})\operatorname {th} (z_{2})}}}
- {\displaystyle \operatorname {th} (\alpha +\beta )={\frac {\operatorname {th} \alpha +\operatorname {th} \beta }{1+\operatorname {th} \alpha \,\operatorname {th} \beta }}}
- {\displaystyle \operatorname {cth} (\alpha +\beta )={\frac {1+\operatorname {cth} \alpha \,\operatorname {cth} \beta }{\operatorname {cth} \alpha +\operatorname {cth} \beta }}}

Speciálisan, ha {\displaystyle y:=x}:
{\displaystyle {\begin{aligned}\operatorname {sh} 2x&=2\cdot \operatorname {sh} x\operatorname {ch} x\ \\\operatorname {ch} 2x&=\operatorname {ch} ^{2}x+\operatorname {sh} ^{2}x=2\cdot \operatorname {ch} ^{2}x-1=2\cdot \operatorname {sh} ^{2}x+1\end{aligned}}}
illetve, ha {\displaystyle y:=2x}:
{\displaystyle {\begin{aligned}\operatorname {sh} 3x&=4\cdot \operatorname {sh} ^{3}x+3\operatorname {sh} x\ \\\operatorname {ch} 3x&=4\cdot \operatorname {ch} ^{3}x-3\operatorname {ch} x\end{aligned}}}
Összegzés:
{\displaystyle {\begin{aligned}\operatorname {sh} x\pm \operatorname {sh} y&=2\operatorname {sh} {\frac {x\pm y}{2}}\operatorname {ch} {\frac {x\mp y}{2}}\\\operatorname {ch} x+\operatorname {ch} y&=2\operatorname {ch} {\frac {x+y}{2}}\operatorname {ch} {\frac {x-y}{2}}\\\operatorname {ch} x-\operatorname {ch} y&=2\operatorname {sh} {\frac {x+y}{2}}\operatorname {sh} {\frac {x-y}{2}}\end{aligned}}}

### Hatványok
{\displaystyle {\begin{aligned}\operatorname {sh} ^{2}x={\frac {1}{2}}{\Big (}\operatorname {ch} (2x)-1{\Big )}\\\operatorname {ch} ^{2}x={\frac {1}{2}}{\Big (}\operatorname {ch} (2x)+1{\Big )}\end{aligned}}}

### További összefüggések
{\displaystyle {\operatorname {ch} }^{2}(z)-{\operatorname {sh} }^{2}(z)=1}
{\displaystyle \operatorname {ch} z+\operatorname {sh} z\ =e^{z}}
{\displaystyle \operatorname {ch} z-\operatorname {sh} z\ =e^{-z}}
{\displaystyle \operatorname {sh} (\ln \varphi )={\tfrac {1}{2}}}, ahol {\displaystyle \varphi } az aranymetszés.
A hiperbolikus kotangensnek két fixpontja van, azaz két hely, ami megegyezik az ott felvett értékkel:
{\displaystyle \operatorname {cth} \,u=u}, ahol {\displaystyle u_{\pm }=\pm 1{,}19967864\dots } ((A085984 sorozat az OEIS-ben))

### Komplex argumentumok
Ha {\displaystyle x,y\in \mathbb {R} } valós és képzetes rész, akkor teljesül, hogy:
{\displaystyle {\begin{aligned}\operatorname {sh} (x+i\,y)&=\cos y\,\operatorname {sh} x+i\sin y\,\operatorname {ch} x\\\operatorname {ch} (x+i\,y)&=\cos y\,\operatorname {ch} x+i\sin y\,\operatorname {sh} x\\\sin(x+i\,y)&=\sin x\,\operatorname {ch} y+i\cos x\,\operatorname {sh} y\\\cos(x+i\,y)&=\cos x\,\operatorname {ch} y-i\sin x\,\operatorname {sh} y\\\end{aligned}}}
Például a harmadik és a negyedik egyenlőség levezethető a következőképpen:
Ha {\displaystyle z=x+i\,y}, akkor:
{\displaystyle {\begin{aligned}\exp(iz)&=\cos(x+i\,y)+i\sin(x+i\,y)\\&=\exp(i\,(x+i\,y))\\&=\exp(i\,x)\,\exp(i\,(i\,y))\\&=(\cos x\,\cos(i\,y)-\sin x\,\sin(i\,y))+i\,(\cos x\,\sin(i\,y)+\sin x\,\cos(i\,y))\\&=(\cos x\,\operatorname {ch} y-i\sin x\,\operatorname {sh} y)+i\,(\sin x\,\operatorname {ch} y+i\cos x\,\operatorname {sh} y)\\\end{aligned}}}
Az együtthatók összehasonlításával:
{\displaystyle {\begin{aligned}\cos(x+i\,y)&=\cos x\,\operatorname {ch} y-i\sin x\,\operatorname {sh} y\\\sin(x+i\,y)&=\sin x\,\operatorname {ch} y+i\cos x\,\operatorname {sh} y\\\end{aligned}}}
{\displaystyle \operatorname {th} (x+i\,y)={\frac {\operatorname {sh} (2x)}{\operatorname {ch} (2x)+\cos(2y)}}+i\,{\frac {\sin(2y)}{\operatorname {ch} (2x)+\cos(2y)}}}
{\displaystyle \operatorname {th} (i\,y)=i\,\operatorname {th} y}
{\displaystyle \operatorname {cth} (x+i\,y)={\frac {\operatorname {sh} (2x)}{\operatorname {ch} (2x)-\cos(2y)}}+i\,{\frac {-\sin(2y)}{\operatorname {ch} (2x)-\cos(2y)}}}
{\displaystyle \operatorname {cth} (i\,y)=-i\,\operatorname {ctg} y}
{\displaystyle {\begin{aligned}&\operatorname {sech} (x+\mathrm {i} y)={\frac {2\cosh(x)\cos(y)}{\cosh(2x)+\cos(2y)}}+\mathrm {i} {\frac {-2\sinh(x)\sin(y)}{\cosh(2x)+\cos(2y)}}\\&\operatorname {sech} (\mathrm {i} y)=\sec(y)\\&\operatorname {csch} (x+\mathrm {i} y)={\frac {2\sinh(x)\cos(y)}{\cosh(2x)-\cos(2y)}}+\mathrm {i} \;{\frac {-2\cosh(x)\sin(y)}{\cosh(2x)-\cos(2y)}}\\&\operatorname {csch} (\mathrm {i} y)=-\mathrm {i} \csc(y)\end{aligned}}}

### Kapcsolat a trigonometrikus függvényekkel
A szögfüggvények és a hiperbolikus függvények közötti kapcsolat:
{\displaystyle {\begin{aligned}\operatorname {sh} (x)&=\operatorname {tg} (\operatorname {gd} \,x)&=&\operatorname {tg} (\varphi )&\quad &{\text{(3)}}\\\operatorname {ch} (x)&=\sec(\operatorname {gd} \,x)&=&\sec(\varphi )\\\operatorname {th} (x)&=\sin(\operatorname {gd} \,x)&=&\sin(\varphi )&\quad &{\text{(4)}}\\\operatorname {sech} (x)&=\cos(\operatorname {gd} \,x)&=&\cos(\varphi )\\\operatorname {csch} (x)&=\operatorname {ctg} (\operatorname {gd} \,x)&=&\operatorname {ctg} (\varphi )\\\operatorname {cth} (x)&=\csc(\operatorname {gd} \,x)&=&\csc(\varphi )\\\end{aligned}}}
ahol {\displaystyle \operatorname {gd} } a Gudermann-függvény.

### Átszámítási táblázat
| Függvény                                  | {\displaystyle \operatorname {sh} }                                                      | {\displaystyle \operatorname {ch} }                                                                            | {\displaystyle \operatorname {th} }                                                      | {\displaystyle \operatorname {cth} }                                                                      | {\displaystyle \operatorname {sech} }                                                                              | {\displaystyle \operatorname {csch} }                                                                       |
| ----------------------------------------- | ---------------------------------------------------------------------------------------- | --- | ---------------------------------------------------------------------------------------- | --- | --- | --- |
| {\displaystyle \operatorname {sh} (x)=}   | {\displaystyle \operatorname {sh} (x)\,}                                                 | {\displaystyle \operatorname {sgn}(x){\sqrt {\operatorname {ch} ^{2}(x)-1}}}                                   | {\displaystyle {\frac {\operatorname {th} (x)}{\sqrt {1-\operatorname {th} ^{2}(x)}}}}   | {\displaystyle {\frac {\operatorname {sgn}(x)}{\sqrt {\operatorname {cth} ^{2}(x)-1}}}}                   | {\displaystyle \operatorname {sgn}(x){\frac {\sqrt {1-\operatorname {sech} ^{2}(x)}}{\operatorname {sech} (x)}}}   | {\displaystyle {\frac {1}{\operatorname {csch} (x)}}}                                                       |
| {\displaystyle \operatorname {ch} (x)=}   | {\displaystyle \,{\sqrt {1+\operatorname {sh} ^{2}(x)}}}                                 | {\displaystyle \,\operatorname {ch} (x)}                                                                       | {\displaystyle \,{\frac {1}{\sqrt {1-\operatorname {th} ^{2}(x)}}}}                      | {\displaystyle \,{\frac {\left\|\operatorname {cth} \right\|}{\sqrt {\operatorname {cth} ^{2}(x)-1}}}}    | {\displaystyle \,{\frac {1}{\operatorname {sech} (x)}}}                                                            | {\displaystyle \,{\frac {\sqrt {1+\operatorname {csch} ^{2}(x)}}{\left\|\operatorname {csch} (x)\right\|}}} |
| {\displaystyle \operatorname {th} (x)=}   | {\displaystyle \,{\frac {\operatorname {sh} (x)}{\sqrt {1+\operatorname {sh} ^{2}(x)}}}} | {\displaystyle \,\operatorname {sgn}(x){\frac {\sqrt {\operatorname {ch} ^{2}(x)-1}}{\operatorname {ch} (x)}}} | {\displaystyle \,\operatorname {th} (x)}                                                 | {\displaystyle \,{\frac {1}{\operatorname {cth} (x)}}}                                                    | {\displaystyle \,\operatorname {sgn}(x){\sqrt {1-\operatorname {sech} ^{2}(x)}}}                                   | {\displaystyle \,{\frac {\operatorname {sgn}(x)}{\sqrt {1+\operatorname {csch} ^{2}(x)}}}}                  |
| {\displaystyle \operatorname {cth} (x)=}  | {\displaystyle \,{\frac {\sqrt {1+\operatorname {sh} ^{2}(x)}}{\operatorname {sh} (x)}}} | {\displaystyle \,\operatorname {sgn}(x){\frac {\operatorname {ch} (x)}{\sqrt {\operatorname {ch} ^{2}(x)-1}}}} | {\displaystyle \,{\frac {1}{\operatorname {th} (x)}}}                                    | {\displaystyle \,\operatorname {cth} (x)}                                                                 | {\displaystyle \,{\frac {\operatorname {sgn}(x)}{\sqrt {1-\operatorname {sech} ^{2}(x)}}}}                         | {\displaystyle \,\operatorname {sgn}(x){\sqrt {1+\operatorname {csch} ^{2}(x)}}}                            |
| {\displaystyle \operatorname {sech} (x)=} | {\displaystyle \,{\frac {1}{\sqrt {1+\operatorname {sh} ^{2}(x)}}}}                      | {\displaystyle \,{\frac {1}{\operatorname {ch} (x)}}}                                                          | {\displaystyle \,{\sqrt {1-\operatorname {th} ^{2}(x)}}}                                 | {\displaystyle \,{\frac {\sqrt {\operatorname {cth} ^{2}(x)-1}}{\left\|\operatorname {cth} (x)\right\|}}} | {\displaystyle \,\operatorname {sech} (x)}                                                                         | {\displaystyle \,{\frac {\left\|\operatorname {csch} (x)\right\|}{\sqrt {1+\operatorname {csch} ^{2}(x)}}}} |
| {\displaystyle \operatorname {csch} (x)=} | {\displaystyle \,{\frac {1}{\operatorname {sh} (x)}}}                                    | {\displaystyle \,{\frac {\operatorname {sgn}(x)}{\sqrt {\operatorname {ch} ^{2}(x)-1}}}}                       | {\displaystyle \,{\frac {\sqrt {1-\operatorname {th} ^{2}(x)}}{\operatorname {th} (x)}}} | {\displaystyle \,\operatorname {sgn}(x){\sqrt {\operatorname {cth} ^{2}(x)-1}}}                           | {\displaystyle \,\operatorname {sgn}(x){\frac {\operatorname {sech} (x)}{\sqrt {1-\operatorname {sech} ^{2}(x)}}}} | {\displaystyle \,\operatorname {csch} (x)}                                                                  |

## Deriváltak
{\displaystyle {\frac {d}{dx}}\operatorname {sh} x=\operatorname {ch} x\,}
{\displaystyle {\frac {d}{dx}}\operatorname {ch} x=\operatorname {sh} x\,}
{\displaystyle {\frac {d}{dx}}\operatorname {th} x=1-\operatorname {th} ^{2}x={\hbox{sch}}^{2}x=1/\operatorname {ch} ^{2}x\,}
{\displaystyle {\frac {d}{dx}}\operatorname {cth} x=1-\operatorname {cth} ^{2}x=-{\hbox{csch}}^{2}x=-1/\operatorname {sh} ^{2}x\,}
{\displaystyle {\frac {d}{dx}}\ {\hbox{csch}}x=-{\hbox{csch}}\ x\operatorname {cth} x\,}
{\displaystyle {\frac {d}{dx}}\ {\hbox{sech}}x=-{\hbox{sech}}\ x\operatorname {th} x\,}
A tangens hiperbolicus {\displaystyle n}-edik deriváltja
{\displaystyle {\frac {\mathrm {d} ^{n}}{\mathrm {d} z^{n}}}\operatorname {th} z={\frac {2^{n+1}\mathrm {e} ^{2z}}{(1+\mathrm {e} ^{2z})^{n+1}}}\sum _{k=0}^{n-1}(-1)^{k}A_{n,k}\,\mathrm {e} ^{2kz}}
ahol  An,k Euler-számok.
{\displaystyle {\begin{aligned}{\frac {\mathrm {d} }{\mathrm {d} x}}\operatorname {sech} \ x&=-\operatorname {sech} \ x\cdot \operatorname {th} \ x=-{\frac {\operatorname {sh} x}{\operatorname {ch} ^{2}x}}\\{\frac {\mathrm {d} }{\mathrm {d} x}}\operatorname {csch} \ x&=-\operatorname {csch} \ x\cdot \operatorname {cth} \ x=-{\frac {\operatorname {ch} x}{\operatorname {sh} ^{2}x}}=-\operatorname {csch} \ x\cdot {\sqrt {1+\operatorname {csch} ^{2}x}}\\\end{aligned}}}

## Integrálok
{\displaystyle \int \operatorname {sh} cx\,dx={\frac {1}{c}}\operatorname {ch} cx+C}
{\displaystyle \int \operatorname {ch} cx\,dx={\frac {1}{c}}\operatorname {sh} cx+C}
{\displaystyle \int \operatorname {th} cx\,dx={\frac {1}{c}}\ln |\operatorname {ch} cx|+C}
{\displaystyle \int \operatorname {cth} cx\,dx={\frac {1}{c}}\ln |\operatorname {sh} cx|+C}
{\displaystyle {\begin{aligned}\int \operatorname {sech} x\ \mathrm {d} x&=\operatorname {arctg} \left(\operatorname {sh} x\right)+C\\\int \operatorname {csch} x\ \mathrm {d} x&=\ln \left|\operatorname {th} \,{\frac {x}{2}}\right|+C\end{aligned}}}
A fenti kifejezésekben C az integrálás állandója.
Improprius integrál: 
{\displaystyle \int \limits _{-\infty }^{\infty }{\frac {\mathrm {d} x}{\operatorname {ch} x}}=\pi .}

## Differenciálegyenletek
A {\displaystyle \operatorname {sh} } és {\displaystyle \operatorname {ch} } függvények az 
{\displaystyle {\frac {\mathrm {d} ^{2}}{\mathrm {d} z^{2}}}f(z)=f(z)}
lineáris differenciálegyenlet alaprendszerét, más néven megoldásbázisát alkotják, ugyanúgy mint az {\displaystyle e^{z}} és {\displaystyle e^{-z}} függvények. Ha a két {\displaystyle f_{i}(z)} függvény számára kezdeti feltételként előírjuk, hogy {\displaystyle f_{1}(0)=0},{\displaystyle f_{1}'(0)=1} és {\displaystyle f_{2}(0)=1},{\displaystyle f_{2}'(0)=0} legyen, akkor ezzel a {\displaystyle \operatorname {sh} } és {\displaystyle \operatorname {ch} } függvényeket választottuk. Ezeket a tulajdonságokat a definícióból is bizonyítani lehet.
A {\displaystyle \operatorname {th} } függvény megoldja a következő differenciálegyenleteket
{\displaystyle f^{\prime }=1-f^{2}} vagy
{\displaystyle {\frac {1}{2}}f^{\prime \prime }=f^{3}-f=f(f^{2}-1)}
az {\displaystyle f(0)=0} és {\displaystyle f^{\prime }(\infty )=0} kezdeti feltételekkel.

## Taylor-sorba fejtés
A hiperbolikus függvények Taylor-sorai:
{\displaystyle \operatorname {sh} x=x+{\frac {x^{3}}{3!}}+{\frac {x^{5}}{5!}}+{\frac {x^{7}}{7!}}+\cdots =\sum _{n=0}^{\infty }{\frac {x^{2n+1}}{(2n+1)!}}}
{\displaystyle \operatorname {ch} x=1+{\frac {x^{2}}{2!}}+{\frac {x^{4}}{4!}}+{\frac {x^{6}}{6!}}+\cdots =\sum _{n=0}^{\infty }{\frac {x^{2n}}{(2n)!}}}
{\displaystyle \operatorname {th} x=x-{\frac {x^{3}}{3}}+{\frac {2x^{5}}{15}}-{\frac {17x^{7}}{315}}+\cdots =\sum _{n=1}^{\infty }{\frac {2^{2n}(2^{2n}-1)B_{2n}x^{2n-1}}{(2n)!}},\left|x\right|<{\frac {\pi }{2}}}
{\displaystyle \operatorname {cth} x={\frac {1}{x}}+{\frac {x}{3}}-{\frac {x^{3}}{45}}+{\frac {2x^{5}}{945}}+\cdots ={\frac {1}{x}}+\sum _{n=1}^{\infty }{\frac {2^{2n}B_{2n}x^{2n-1}}{(2n)!}},0<\left|x\right|<\pi } (Laurent-sor)
{\displaystyle \operatorname {sch} \,x=1-{\frac {x^{2}}{2}}+{\frac {5x^{4}}{24}}-{\frac {61x^{6}}{720}}+\cdots =\sum _{n=0}^{\infty }{\frac {E_{2n}x^{2n}}{(2n)!}},\left|x\right|<{\frac {\pi }{2}}}
{\displaystyle \operatorname {csch} \,x={\frac {1}{x}}-{\frac {x}{6}}+{\frac {7x^{3}}{360}}-{\frac {31x^{5}}{15120}}+\cdots ={\frac {1}{x}}+\sum _{n=1}^{\infty }{\frac {2(1-2^{2n-1})B_{2n}x^{2n-1}}{(2n)!}},0<\left|x\right|<\pi } (Laurent-sor)
ahol
{\displaystyle B_{n}\,} az n-ik Bernoulli-szám
{\displaystyle E_{n}\,} az n-ik Euler-szám
{\displaystyle \operatorname {th} x=\operatorname {sgn} x\left[1+\sum \limits _{k=1}^{\infty }(-1)^{k}\,2\,\mathrm {e} ^{-2k|x|}\right]}
{\displaystyle \operatorname {cth} x={\frac {1}{x}}+\sum \limits _{k=1}^{\infty }{\frac {2x}{k^{2}\pi ^{2}+x^{2}}}}
A tangens hyperbolicus Taylor-sora így kezdődik:
{\displaystyle \operatorname {th} x=\sum \limits _{n=1}^{\infty }(-1)^{n-1}\cdot {\frac {2^{2n}(2^{2n}-1)}{(2n)!}}\cdot B_{2n}\cdot x^{2n-1}=x-{\frac {1}{3}}x^{3}+{\frac {2}{15}}x^{5}+\cdots }
ahol
{\displaystyle B_{n}\,} az n-ik Bernoulli-szám. A konvergenciasugár {\displaystyle \pi /2}.

## Végtelen szorzatként
Legyen {\displaystyle n\in \mathbb {N} }. Ekkor minden komplex {\displaystyle z}-re:
{\displaystyle {\begin{aligned}&\operatorname {sh} z={\left({\frac {2}{i}}\right)}^{\!\!n-1}\,\prod \limits _{k=0}^{n-1}\operatorname {sh} {\frac {z+k\,\pi \,i}{n}}\\&\operatorname {ch} z=2^{n-1}\prod \limits _{k=0}^{n-1}\operatorname {ch} {\frac {z+\left(k-{\frac {n-1}{2}}\right)\,\pi \,i}{n}}\end{aligned}}}
{\displaystyle {\begin{aligned}&\operatorname {sh} x=x\cdot \prod _{k=1}^{\infty }\left(1+{\frac {x^{2}}{(k\pi )^{2}}}\right)\\&\operatorname {ch} x=\prod _{k=1}^{\infty }\left(1+{\frac {4x^{2}}{(2k-1)^{2}\pi ^{2}}}\right)\end{aligned}}}

## Lánctörtként
Johann Heinrich Lambert képlete:
{\displaystyle \operatorname {th} x={\frac {x}{1+{\cfrac {x^{2}}{3+{\cfrac {x^{2}}{5+\ldots }}}}}}}

## Bijektivitás

### sh
Definiáljuk a következő halmazokat a komplex számokon:
{\displaystyle A:=\{z\in \mathbb {C} \mid -\pi /2<\operatorname {Im} \,z<\pi /2\}}
{\displaystyle B:=\{z\in \mathbb {C} \mid \operatorname {Re} \,z\neq 0\vee |\operatorname {Im} \,z|<1\}}
Ekkor az {\displaystyle \operatorname {sh} x} függvény bijektíven leképezi az {\displaystyle A} sávokat a {\displaystyle B} halmazokra.

### ch
Definiáljuk a következő halmazokat a komplex számokon:
{\displaystyle A:=\{z\in \mathbb {C} \mid 0<\operatorname {Im} \,z<\pi \}}
{\displaystyle B:=\{z\in \mathbb {C} \mid \operatorname {Im} \,z\neq 0\vee |\operatorname {Re} \,z|<1\}}
Ekkor az {\displaystyle \operatorname {ch} x} függvény bijektíven leképezi az {\displaystyle A} sávokat a {\displaystyle B} halmazokra.

### Inverz függvények
A hiperbolikus függvények inverz függvényeit áreafüggvényeknek vagy inverz hiperbolikus függvényeknek nevezzük:
- áreaszinusz hiperbolikusz és áreakoszinusz hiperbolikusz
- áreatangens hiperbolikusz és áreakotangens hiperbolikusz
- áreaszekáns hiperbolikusz és áreakoszekáns hiperbolikusz

Az inverz függvényeket csak olyan leszűkítéseken lehet definiálni, ahol az adott függvény egyértelmű. Így a szinusz hiperbolikuszt nem kell leszűkíteni, de például a koszinusz hiperbolikuszt igen: a koszinusz hiperbolikuszt az {\displaystyle [0,+\infty [} korlátozva definiálják az áreakoszinusz hiperbolikuszt. Elemi módszerekkel kiszámolható, hogy:
{\displaystyle \operatorname {arsinh} x=\ln \left(x+{\sqrt {x^{2}+1}}\right)\ }.
{\displaystyle \operatorname {arcosh} x=\ln \left(x+{\sqrt {x^{2}-1}}\right)\ }.
A tangens hiperbolikusz bijektív {\displaystyle \operatorname {th} \colon \mathbb {R} \rightarrow (-1,1)} függvény. Inverz függvénye az area tangens hiperbolikusz, ami az {\displaystyle (-1,1)} intervallumon értelmezett:
{\displaystyle \operatorname {artanh} x={\frac {1}{2}}\ln {\frac {1+x}{1-x}}.}
Az áreakotangens hiperbolikusz:
{\displaystyle \operatorname {arcoth} x={\frac {1}{2}}\ln {\frac {x+1}{x-1}}}
a {\displaystyle (-1,1)} intervallumon kívül értelmezve.

Az áreafüggvények grafikonja
áreaszinusz hiperbolikusz
áreakoszinusz hiperbolikusz
áreatangens hiperbolikusz
áreakotangens hiperbolikusz
áreaszekáns hiperbolikusz
áreakoszekáns hiperbolikusz

## Hasonlóságok a szögfüggvényekkel

Kör és hiperbola kapcsolata

Az x y = 1 hiperbola x > 1 tartományban lévő tetszőleges pontja hiperbolikus háromszöget határoz meg, amelyben a hiperbolikus szög melletti oldal a ch értékkel egyenlő, míg a szöggel szemben fekvő oldal az sh-val. Azonban mivel a hiperbola (1,1) pontja az origótól √2 távolságra van, ezért az oldalak hosszát 1/√2 tényezővel kell szoroznunk, hogy a helyes eredményt kapjuk.
Mint ahogy a (cos x, sin x) pontok egy kört ( x2 + y2 = 1) határoznak meg, a (ch x, sh x) pontok az x² - y² = 1 egyenlő szárú hiperbola jobb oldali görbéjét írják le. Ez ezen a könnyen ellenőrizhető azonosságon:
{\displaystyle \operatorname {ch} ^{2}x-\operatorname {sh} ^{2}x=1\,}
és azon alapul, hogy ch x > 0 minden x-re.
A hiperbolikus függvények periodikusak {\displaystyle 2\pi i} komplex periódus szerint.
A x paraméter nem a kör középponti szöge, mint a szögfüggvényeknél, hanem a hiperbolikus „szög”, amelynek értéke a kétszerese annak a területnek, melyet az x tengely, a hiperbola és egy, a hiperbola (ch x, sh x) pontjából az origóba húzott egyenes határol.
A hiperbolikus függvényekre igen sok olyan azonosság érvényes, melyek hasonlóak a szögfüggvények azonosságaihoz. Az Osborne-szabály kimondja, hogy minden trigonometrikus azonosságot egy analóg hiperbolikus azonossággá lehet alakítani a következőképpen:
- lecseréljük a szögfüggvényt a hiperbolikus megfelelőjével és
- az sh * sh kifejezés előjelét megváltoztatjuk.

Néhány példa:
{\displaystyle \operatorname {sh} (x+y)=\operatorname {sh} x\operatorname {ch} y+\operatorname {ch} x\operatorname {sh} y\,}
{\displaystyle \operatorname {ch} (x+y)=\operatorname {ch} x\operatorname {ch} y+\operatorname {sh} x\operatorname {sh} y\,}
{\displaystyle \operatorname {th} (x+y)={\frac {\operatorname {th} x+\operatorname {th} y}{1+\operatorname {th} x\operatorname {th} y}}\,}
A „kétszeres szög” képletek:
{\displaystyle \operatorname {sh} 2x\ =2\operatorname {sh} x\operatorname {ch} x\,}
{\displaystyle \operatorname {ch} 2x\ =\operatorname {ch} ^{2}x+\operatorname {sh} ^{2}x=2\operatorname {ch} ^{2}x-1=2\operatorname {sh} ^{2}x+1\,}
és a „fél-szög” képletek:
{\displaystyle \operatorname {ch} ^{2}{\frac {x}{2}}={\frac {\operatorname {ch} x+1}{2}}} Megjegyzés: Ez megfelel a szögfüggvény párjának.
{\displaystyle \operatorname {sh} ^{2}{\frac {x}{2}}={\frac {\operatorname {ch} x-1}{2}}} Megjegyzés: Ez megfelel a szögfüggvény párja szorozva (-1)-gyel.
Az {\displaystyle \operatorname {sh} x} deriváltja {\displaystyle \operatorname {ch} x}, a {\displaystyle \operatorname {ch} x} deriváltja pedig {\displaystyle \operatorname {sh} x}.

## Numerikus számítások
A tangens hyperbolicus számítható a {\displaystyle \operatorname {th} x={\frac {\mathrm {e} ^{2x}-1}{\mathrm {e} ^{2x}+1}}} képlettel. Ez azonban nagy, illetve kis abszolútértékű helyeken gondot okoz:
- Nagy értékeknél túlcsordulás jön létre, habár az eredmény nagysága ezt nem indokolja
- Kis értékek esetén vészes kiegyszerűsödés adódik, így az eredmény pontatlan lesz.

Ekkor a következő közelítések alkalmazhatók:
- {\displaystyle x} akkora pozitív szám, hogy {\displaystyle {x}>k\cdot {\frac {\ln 10}{2}}}. Ekkor

{\displaystyle \operatorname {th} x=+1},
ahol {\displaystyle k} a szignifikáns számjegyek száma az adott számtípusnál, például double  esetén 16.
- {\displaystyle x} nagy abszolútértékű negatív szám úgy, hogy {\displaystyle {x}<-k\cdot {\frac {\ln 10}{2}}}, ahol {\displaystyle k} szerepe a nagy pozitív számnál szereplő {\displaystyle k}-hoz hasonló. Ekkor az előző esethez hasonlóan {\displaystyle \operatorname {th} x=-1}.
- {\displaystyle x} abszolútértékben kicsi. Például, ha {\displaystyle -0{,}1<x<+0{,}1}, akkor {\displaystyle \operatorname {th} x={\frac {\operatorname {sh} x}{\mathrm {e} ^{x}-\operatorname {sh} x}}},

ahol {\displaystyle \operatorname {sh} x} jól  közelíthető Taylor-sorának első néhány tagjával:
{\displaystyle \operatorname {sh} x=x+{\frac {x^{3}}{3!}}+{\frac {x^{5}}{5!}}+{\frac {x^{7}}{7!}}+\dots }
- A többi hely esetén marad az eredeti képlet:

{\displaystyle \operatorname {th} x={\frac {\mathrm {e} ^{2x}-1}{\mathrm {e} ^{2x}+1}}}

## Alkalmazások
Az {\displaystyle f''(x)-f(x)=0\ } differenciálegyenlet megoldásai az 
{\displaystyle f(x)=a\cdot \operatorname {sh} x+b\cdot \operatorname {ch} x}, ahol {\displaystyle a,b\in \mathbb {R} }
alakú függvények.
Egy csak saját súlya által terhelt homogén lánc alakját hiperbolikus koszinusz függvénnyel  lehet leírni. Ezt az alakot láncgörbének vagy katenoidnak hívják.
Egy x irányú Lorentz-transzformáció {\displaystyle \lambda } rapiditása segítségével a transzformáció mátrixa így írható le:
{\displaystyle L={\begin{pmatrix}\operatorname {ch} \lambda &-\operatorname {sh} \lambda &0&0\\-\operatorname {sh} \lambda &\operatorname {ch} \lambda &0&0\\0&0&1&0\\0&0&0&1\end{pmatrix}}}
Látható a hasonlóság a forgatómátrixszal, amivel a négydimenziós Lorentz-transzformációk és a forgatások közötti hasonlóság is felismerhető.
A hiperbolikus szinusz és koszinusz a kozmológiában is előfordul. Egy lapos univerzumban, mely lényegében csak anyagot és sötét energiát tartalmaz (és ezáltal a mi univerzumunk közelítése),  a skálafaktorok növekedését leíró összefüggés:
{\displaystyle a(t)=\left({\sqrt {\frac {1-\Omega _{\Lambda ,0}}{\Omega _{\Lambda ,0}}}}\sinh \left({\frac {t}{t_{\mathrm {ch} }}}\right)\right)^{2/3}},
ahol {\displaystyle t_{\mathrm {ch} }={\frac {2}{3{\sqrt {\Omega _{\Lambda ,0}}}H_{0}}}}karakterisztikus időskála; {\displaystyle H_{0}} aktuális Hubble-paraméter és {\displaystyle \Omega _{\Lambda ,0}} a sötét energia sűrűségparamétere. Az anyag sűrűségparaméterének időbeli függőségénél a koszinusz hiperbolikusz bukkan fel:
{\displaystyle \Omega _{M}(t)=\cosh ^{-2}\left({\frac {t}{t_{\mathrm {ch} }}}\right)}.
A tangens és a cotangens hyperbolicus használható arra, hogy az eltelt idő függvényében kiszámítsuk a légellenállásos esés sebességét, illetve turbulens áramlásban esik a tárgy  (Newton-súrlódás). A koordináta-rendszert úgy rögzítjük, hogy a helytengely felfelé mutasson, tehát a térbeli mozgás tükörképeként. A sebesség az {\displaystyle {\dot {v}}=-g+kv^{2}} differenciálegyenletből számítható, ahol {\displaystyle g} nehézségi gyorsulás, {\displaystyle k} pozitív konstans, melynek mértékegysége {\displaystyle 1/m}. A végsebesség {\displaystyle v_{\mathrm {g} }=-{\sqrt {\frac {g}{k}}}<0}, ami a sebesség {\displaystyle t\to \infty } határértéke. Teljesül továbbá, hogy:
- az esés vagy hajítás kezdeti sebessége kisebb, mint a végsebesség: {\displaystyle v(t)=v_{\mathrm {g} }\cdot \operatorname {th} \left({\sqrt {gk}}t+c\right)}, ahol {\displaystyle c=\operatorname {artanh} {\frac {v(0)}{v_{\mathrm {g} }}}\geq 0}
- hajítás esetén a kezdősebesség nagyobb, mint a végsebesség: {\displaystyle v(t)=v_{\mathrm {g} }\cdot \operatorname {cth} \left({\sqrt {gk}}t+c\right)}, ahol {\displaystyle c=\operatorname {arcoth} {\frac {v(0)}{v_{\mathrm {g} }}}>0}

A speciális relativitáselméletben a {\displaystyle v} sebesség és a {\displaystyle \theta } rapiditás összefüggése {\displaystyle v=c\cdot \operatorname {th} \theta }, ahol {\displaystyle c} a fénysebesség.
A kvantummechanikában egy kétállapotú rendszert ért termikus hatást írja le: Legyen  {\displaystyle n} az állapotokat ért összhatás, és  {\displaystyle E} az állapotok közötti energiakülönbség. Így a hatásszámok különbsége {\displaystyle \delta n=n\cdot \operatorname {th} {\frac {E}{2k_{\mathrm {B} }T}}}, ahol {\displaystyle k_{\mathrm {B} }} Boltzmann-állandó, és {\displaystyle T} abszolút hőmérséklet.
Paramágnes mágnesesezésének leírásához fontos a Brillouin-függvény:
{\displaystyle B_{J}(x)={\frac {1}{J}}\left[\left(J+{\frac {1}{2}}\right)\operatorname {cth} \left(J\,x+{\frac {x}{2}}\right)-{\frac {1}{2}}\operatorname {cth} {\frac {x}{2}}\right]}
A kozmológiában Egy lapos univerzumban, mely lényegében csak anyagot és sötét energiát tartalmaz (és ezáltal a mi univerzumunk közelítése),  a Hubble-paraméter időbeli változását leíró összefüggés: {\displaystyle H(t)=H_{g}\operatorname {cth} {\frac {t}{t_{ch}}}}, ahol {\displaystyle t_{ch}={\frac {2}{3H_{g}}}} karakterisztikus időskála, és {\displaystyle H_{g}={\sqrt {\Omega _{\Lambda ,0}}}H_{0}} a Hubble-paraméter határértéke {\displaystyle t\to \infty } esetén; {\displaystyle H_{0}} a Hubble-paraméter kiinduláskori értéke, és {\displaystyle \Omega _{\Lambda ,0}} a sötét energia sűrűségparamétere. A sötét energia sűrűségparaméterét pedig az {\displaystyle \Omega _{\Lambda }(t)=\operatorname {th} ^{2}(t/t_{ch})}. összefüggés írja le.

## Fordítás
- Ez a szócikk részben vagy egészben  a   Hyperbelfunktion című német Wikipédia-szócikk fordításán alapul.  Az eredeti cikk szerkesztőit annak laptörténete sorolja fel. Ez a jelzés csupán a megfogalmazás eredetét és a szerzői jogokat jelzi, nem szolgál a cikkben szereplő információk forrásmegjelöléseként.
- Ez a szócikk részben vagy egészben  az   Areafunktion című német Wikipédia-szócikk fordításán alapul.  Az eredeti cikk szerkesztőit annak laptörténete sorolja fel. Ez a jelzés csupán a megfogalmazás eredetét és a szerzői jogokat jelzi, nem szolgál a cikkben szereplő információk forrásmegjelöléseként.
- Ez a szócikk részben vagy egészben  a   Sinus hyperbolicus und Kosinus hyperbolicus című német Wikipédia-szócikk fordításán alapul.  Az eredeti cikk szerkesztőit annak laptörténete sorolja fel. Ez a jelzés csupán a megfogalmazás eredetét és a szerzői jogokat jelzi, nem szolgál a cikkben szereplő információk forrásmegjelöléseként.
- Ez a szócikk részben vagy egészben  a   Tangens hyperbolicus und Kotangens hyperbolicus című német Wikipédia-szócikk fordításán alapul.  Az eredeti cikk szerkesztőit annak laptörténete sorolja fel. Ez a jelzés csupán a megfogalmazás eredetét és a szerzői jogokat jelzi, nem szolgál a cikkben szereplő információk forrásmegjelöléseként.
- Ez a szócikk részben vagy egészben  a   Sekans hyperbolicus und Kosekans hyperbolicus című német Wikipédia-szócikk fordításán alapul.  Az eredeti cikk szerkesztőit annak laptörténete sorolja fel. Ez a jelzés csupán a megfogalmazás eredetét és a szerzői jogokat jelzi, nem szolgál a cikkben szereplő információk forrásmegjelöléseként.